# Hanifa Malikova
Hanifa Malikova (azéri : Hənifə Məlikova) née Abaïeva le 5 mai 1856 et morte le 2 mai 1929, est l'une des premières femmes musulmanes du Caucase à recevoir une éducation laïque,. Elle épouse plus tard Hasan bey Zardabi, journaliste et intellectuel azerbaïdjanais, et participe activement à la publication du premier journal en langue azerbaïdjanaise Akintchi à ses côtés entre 1875 et 1877. Hanifa est également l'une des premières femmes éducatrices en Azerbaïdjan ; elle travaille à l'école de filles russo-musulmanes de Bakou et devient la première directrice du Empress Alexandra Russian Muslim Boarding School for Girls (en).

## Biographie
Hanifa Abaeva est née le 5 mai 1856 à Naltchik, dans le Caucase du Nord. Son origine ethnique est Balkar et elle est la fille d'Aslanbeg Abaev, un officier de l'armée impériale. Elle reçoit son éducation à l'école Sainte-Nina de 1862 à 1872. À cette époque, il est rare que des filles musulmanes reçoivent une éducation dans un pays chrétien.
En 1972, le journal Kafkaz publie une liste de filles diplômées de l'école Sainte-Nina, et le nom d'Abaeva figure parmi elles. En voyant le nom de la femme musulmane sur la liste, le journaliste et intellectuel azerbaïdjanais, Hasan bey Zardabi, décide de se rendre à Tbilissi pour la rencontrer. La première rencontre de Hasan bey avec Hanifa Abaeva lui laisse une impression positive. À la suite de cette rencontre, ils se marient à Tbilissi et déménagent plus tard à Bakou,.
Hanifa Malikova, alors à Bakou, ouvre une école chez elle et commence à enseigner aux filles. En 1973, il y a 12 filles qui étudient dans cette école. Elle participe également activement à la publication du journal Akintchi, aux côtés de Hasan bey Zerdabi entre 1875 et 1877. En 1877, le journal Akintchi est interdit et, la même année, l'école d'Hanifa Melikova est également fermée. Lorsque la persécution contre le couple Melikov commence, ils déménagent à Zardab, la ville natale de Hasan bey.
Pendant son séjour à Zardab, Malikova se consacre à l’enseignement de la couture et du tricot aux femmes de sa communauté, ainsi qu’à l’alphabétisation. En outre, elle élève des enfants, créé des centres de conseil pour les femmes dans divers villages et réussi à sauver 132 personnes de la cécité à vie au sein de la communauté de Zardab. En 1881, Hanifa Melikova et Hasan bey Zardabi créent une école gratuite dans leur maison à Zardab où ils fournissent éducation et connaissances aux gens. À cette époque, la famille Melikov subissent le harcèlement et la persécution des autorités religieuses locales et des marchands arméniens résidant à Zardab. Pendant 16 ans, Hanifa Məlikova et son mari vivent sous surveillance policière à Zardab.

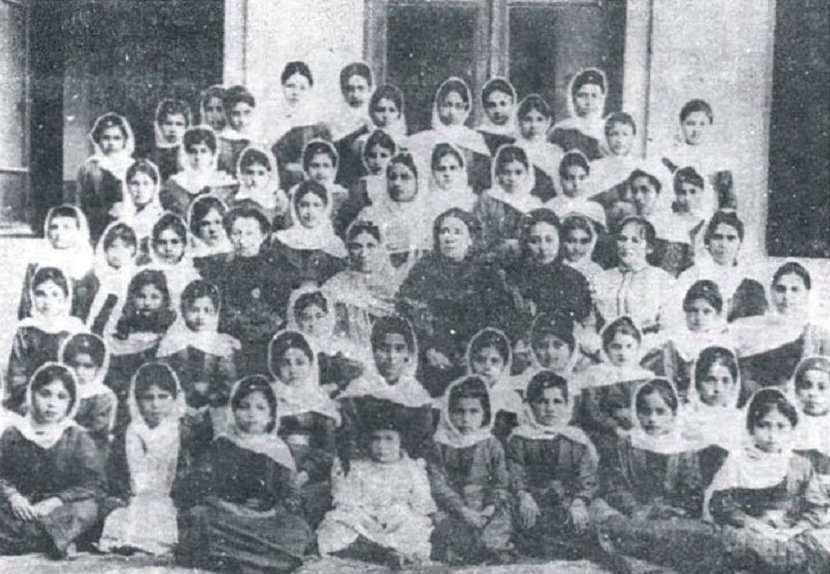
La directrice de l'école musulmane russe pour filles Empress Alexandra, Hanifa Melikova, parmi les élèves.

Hasan Bek et Hanifa retournent à Bakou en 1896. Les premières élèves de Hanifa Malikova deviennent elles-mêmes enseignantes : si au début de sa carrière pédagogique elle avait 12 élèves, en 1914 Hanifa et ses anciennes élèves enseignent à plus de 2000 filles en Azerbaïdjan. Selon diverses sources, elle travaille à l'école de filles russo-musulmanes de Bakou et devient la première directrice du pensionnat musulman russe pour filles impératrice Alexandra,. Malikova assiste au Congrès des enseignants musulmans russes en 1906, et son discours lors de ce congrès est toujours conservé.
En plus de ses activités d’enseignement, Hanifa Malikova est également impliquée dans le travail social. Elle dirige diverses organisations caritatives et est à l'origine du mouvement pour la suppression du voile en Azerbaïdjan. En 1908, elle fonde la première organisation caritative féminine à Bakou, en tant que branche de la société Nijat. La présidente de l'organisation est Liza Tuqanova, l'épouse de Murtuza Mukhtarov.
Entre 1920 et 1926, Hanifa travaille au Commissariat du peuple à l'éducation de la RSS d'Azerbaïdjan.
Hanifa Malikova décède le 2 mai 1929. Elle est d'abord enterrée dans le cimetière de la ville, mais plus tard son corps est transféré à côté de la tombe de son mari, Hasan bey Zardabi, dans l'Allée d'Honneur,.

### Famille
Hanifa Malikova et Hasan bey Zardabi ont deux fils et deux filles. Leur fille aînée, Pari Malikova, devient l'épouse du premier président du parlement de la république démocratique d'Azerbaïdjan, Alimerdan Bey Toptchoubachov. La tombe de l'autre fille de Malikova, Garibsoltan Malikova, est découverte plus tard. Leur fils aîné, Midhad Malikov, reçoit une formation d'ingénieur avancée en Allemagne. Il est fusillé en 1937. Leur deuxième fils, Safvet Malikzadeh, est d'abord porté disparu, puis retrouvé vivant à Ankara.